# Hammel Sogn
Hammel Sogn er et sogn i Favrskov Provsti (Århus Stift).
Hammel Sogn havde annekserne Voldby Sogn og Søby Sogn, der ligesom hovedsognet hørte til Gjern Herred i Skanderborg Amt. Voldby Sogn var allerede anneks i 1673-1812, hvor også Sall Sogn i Houlbjerg Herred var anneks til Hammel. Og i 1802 blev Søby Sogn, der før havde været anneks til Haurum Sogn i Houlbjerg Herred, også anneks til Hammel.
Hammel-Voldby-Søby sognekommune blev ved kommunalreformen i 1970 kernen i Hammel Kommune, som ved strukturreformen i 2007 indgik i Favrskov Kommune.
I Hammel Sogn ligger Hammel Kirke.
- Anbæk (bebyggelse, ejerlav)
- Frijsenborg Slot (ejerlav, landbrugsejendom)
- Gammel Dyrehave (areal)
- Grønhøj (areal)
- Hammel (bebyggelse, ejerlav)
- Hammel Skov (areal)
- Illerskær (bebyggelse)
- Jernit (landbrugsejendom)
- Kappelsdal (bebyggelse)
- Kappelshuse (bebyggelse)
- Lystskov (areal)
- Pøtmølle Skov (areal)
- Pøt Mølle
- Sønderskov (bebyggelse)
- Urbakke (bebyggelse)
- Urmose (areal, bebyggelse)